# پدرو پابلو پیچاردو
پدرو پابلو پیچاردو (اسپانیایی: Pedro Pablo Pichardo‎؛ زادهٔ ۳۰ ژوئن ۱۹۹۳) ورزشکار پرش سه‌گام کوبایی‌تبار اهل پرتغال است.
وی در مسابقات کشوری و بین‌المللی در مجموع برندهٔ ۶ مدال طلا، ۲ مدال نقره، ۱ مدال برنز شده‌است.